# Кук, Хуан Исаак
Хуа́н Исаа́к Кук (исп. Juan Isaac Cooke; 29 июля 1895, Ла-Плата, Аргентина — 23 июня 1957, Пунта-дель-Эсте, Уругвай) — аргентинский дипломат и политик, министр иностранных дел в 1945—1946 годах.

## Биография
Родился в семье известного дантиста, сына ирландского эмигранта.
Окончил юридический факультет Национального университете Ла-Платы и много лет преподавал в Университете Буэнос-Айреса.
С юности состоял в Радикальном Гражданском Союзе.
В 1922 году был назначен заместителем министра правительства провинции Буэнос-Айрес. В 1938 году был избран депутатом парламента.
После государственного переворота 1943 года ненадолго отошёл от политической деятельности, но уже в следующем году стал советником по международной политике при военном правительстве Э. Х. Фарреля.
В августе 1945 года был назначен министром иностранных дел и культа. На этом посту главным образом сосредоточился на демонстрации правительствам союзных держав того, что Аргентина не имеет фашистской ориентации.
В ходе внешнеполитической конфронтации правительства с союзными державами был ненадолго заменён на посту министра, но в октябре снова возвращён (его заменял Эктор Верненго Лима, один из лидеров сторонников союзнических держав, главнокомандующий ВМС Аргентины). Однако мощная народная демонстрация 17 октября 1945 года означала поражение этой группы и триумф конкурирующего группировки Хуана Доминго Перона. Кук был восстановлен в должности.
За сотрудничество с Пероном был исключён из Радикального Союза. Стал одним из основателей новой партии Обновлённый Гражданский радикальный союз, которая поддержала кандидатуру Х. Д. Перона на пост президента.
Став президентом, Х. Д. Перон назначил его послом в Бразилии (ноябрь 1947 — сентябрь 1954), где Кук поддерживал очень хорошие отношения с правительством Эурику Гаспара Дутра.
Позже продолжил дипломатическую службу и был представителем Аргентины в ООН (1954 — июнь 1955). Незадолго до свержения Перона, в 1955 году, был назначен послом в Испании.
Изгнанный во время борьбы с наследием перонизма, умер два года спустя в эмиграции, в Пунта-дель-Эсте (Уругвай).
Отец перонистского политика и интеллектуала Джона Уильяма Кука.
Автор книг, в том числе «Политика Аргентины» (1927), «За демократию» (1938) и «На пути к политическому и экономическому единству нации» (1941).